# Guadalcázar (México)
Guadalcázar es una localidad del estado mexicano de San Luis Potosí, cabecera del municipio homónimo.

## Geografía
Guadalcázar se encuentra en la ubicación 22°37′9″N 100°24′0″O / 22.61917, -100.40000, a una altura aproximada de 1600 m s. n. m.

La zona urbana ocupa una superficie de 1.675 km².

### Clima
| Parámetros climáticos promedio de Guadalcázar (1,655 m s. n. m.) | Parámetros climáticos promedio de Guadalcázar (1,655 m s. n. m.) | Parámetros climáticos promedio de Guadalcázar (1,655 m s. n. m.) | Parámetros climáticos promedio de Guadalcázar (1,655 m s. n. m.) | Parámetros climáticos promedio de Guadalcázar (1,655 m s. n. m.) | Parámetros climáticos promedio de Guadalcázar (1,655 m s. n. m.) | Parámetros climáticos promedio de Guadalcázar (1,655 m s. n. m.) | Parámetros climáticos promedio de Guadalcázar (1,655 m s. n. m.) | Parámetros climáticos promedio de Guadalcázar (1,655 m s. n. m.) | Parámetros climáticos promedio de Guadalcázar (1,655 m s. n. m.) | Parámetros climáticos promedio de Guadalcázar (1,655 m s. n. m.) | Parámetros climáticos promedio de Guadalcázar (1,655 m s. n. m.) | Parámetros climáticos promedio de Guadalcázar (1,655 m s. n. m.) | Parámetros climáticos promedio de Guadalcázar (1,655 m s. n. m.) |
| Mes                                                              | Ene.                                                             | Feb.                                                             | Mar.                                                             | Abr.                                                             | May.                                                             | Jun.                                                             | Jul.                                                             | Ago.                                                             | Sep.                                                             | Oct.                                                             | Nov.                                                             | Dic.                                                             | Anual                                                            |
| ---------------------------------------------------------------- | ---------------------------------------------------------------- | ---------------------------------------------------------------- | ---------------------------------------------------------------- | ---------------------------------------------------------------- | ---------------------------------------------------------------- | ---------------------------------------------------------------- | ---------------------------------------------------------------- | ---------------------------------------------------------------- | ---------------------------------------------------------------- | ---------------------------------------------------------------- | ---------------------------------------------------------------- | ---------------------------------------------------------------- | ---------------------------------------------------------------- |
| Temp. máx. media (°C)                                            | 19.0                                                             | 21.4                                                             | 24.4                                                             | 26.1                                                             | 28.1                                                             | 26.9                                                             | 25.0                                                             | 25.1                                                             | 23.9                                                             | 23.0                                                             | 22.0                                                             | 20.1                                                             | 23.8                                                             |
| Temp. media (°C)                                                 | 12.4                                                             | 14.1                                                             | 16.7                                                             | 18.5                                                             | 20.5                                                             | 20.4                                                             | 19.2                                                             | 19.3                                                             | 18.4                                                             | 17.0                                                             | 15.4                                                             | 13.5                                                             | 17.1                                                             |
| Temp. mín. media (°C)                                            | 5.8                                                              | 6.9                                                              | 9.1                                                              | 11.0                                                             | 13.0                                                             | 13.9                                                             | 13.5                                                             | 13.5                                                             | 12.9                                                             | 11.0                                                             | 8.8                                                              | 6.9                                                              | 10.5                                                             |
| Precipitación total (mm)                                         | 27.1                                                             | 17.0                                                             | 8.8                                                              | 28.8                                                             | 62.5                                                             | 72.6                                                             | 87.9                                                             | 69.6                                                             | 133.0                                                            | 59.3                                                             | 21.9                                                             | 23.6                                                             | 612.1                                                            |
| Días de lluvias (≥ )                                             | 4.8                                                              | 4.0                                                              | 2.6                                                              | 3.7                                                              | 6.3                                                              | 7.4                                                              | 9.5                                                              | 9.1                                                              | 11.3                                                             | 6.4                                                              | 4.3                                                              | 5.2                                                              | 74.6                                                             |
| [cita requerida]                                                 |                                                                  |                                                                  |                                                                  |                                                                  |                                                                  |                                                                  |                                                                  |                                                                  |                                                                  |                                                                  |                                                                  |                                                                  |                                                                  |

## Demografía
Según los datos registrados en el censo de 2020, la población de Guadalcázar es de 1211 habitantes, lo que representa un crecimiento promedio de 0.02% anual en el período 2010-2020 sobre la base de los 1209 habitantes registrados en el censo anterior. Al año 2020 la densidad poblacional era de 722,9 hab/km².
| Gráfica de evolución demográfica de Guadalcázar entre 2000 y 2020 |
|                                                                   |
| Fuente: Instituto Nacional de Estadística Geografía e Informática |

La población de Guadalcázar está mayoritariamente alfabetizada, (4.21% de personas mayores de 15 años analfabetas, según relevamiento del año 2020), con un grado de escolaridad en torno a los 8.5 años. 

El 94.7% de los habitantes de Guadalcázar profesa la religión católica.
En el año 2010 estaba clasificada como una localidad de grado bajo de vulnerabilidad social. Según el relevamiento realizado, 445 personas de 15 años o más no habían completado la educación básica, —carencia conocida como rezago educativo—, y 330 personas no disponían de acceso a la salud.

## Monumentos históricos
El hallazgo de vetas de mineral precioso y la práctica de la minería fueron circunstancias que impulsaron la instalación de haciendas y establecimientos desde siglo XVII, que a su vez favorecieron la presencia de población estable en la localidad. Algunas construcciones centenarias que se preservan son:
- Templo de La Purísima Concepción
- Templo de San Pedro
- Casa de Moneda